# Testico
Testico là một đô thị ở tỉnh Savona ở vùng Liguria của Ý, có khoảng cách khoảng 90 km về phía tây nam của Genoa và khoảng 50 km về phía tây nam của Savona. Tại thời điểm ngày 31 tháng 12 năm 2004, đô thị này có dân số 217 người và diện tích là 10,2 km².
Testico giáp các đô thị: Casanova Lerrone, Cesio, Chiusanico, và Stellanello.